# Ковалёв, Дмитрий Михайлович (волейболист)
Дмитрий Михайлович Ковалёв (род. 15 марта 1991, Пермь) — российский волейболист, связующий, игрок сборной России, мастер спорта международного класса.

## Спортивная карьера
Дмитрий Ковалёв начинал заниматься волейболом в пермской СДЮСШОР Александра Третьякова под руководством тренера Светланы Викторовны Окуловой. В 2008 году стал появляться в составе местной команды «Прикамье», заменяя на площадке Романа Зутикова или Владимира Викулова, уже в следующем сезоне занял место в стартовом составе пермского коллектива, а ещё через год, в 2010-м, был выбран его капитаном.
С новым капитаном «Прикамье» за два года прошло путь из высшей лиги «Б», где оно оказалось в связи с финансовыми проблемами и потерей сильнейших волейболистов, до главного дивизиона российского чемпионата — Суперлиги. К этому времени Дмитрий Ковалёв уже получил достаточно широкую известность благодаря выступлениям за молодёжную сборную России, в которой он также выполнял капитанские функции. В сентябре 2010 года Ковалёв стал победителем чемпионата Европы в Беларуси и обладателем приза лучшему связующему турнира, а в августе 2011 года в составе возглавляемой Сергеем Шляпниковым «молодёжки» завоевал золото чемпионата мира в Бразилии.
В двух чемпионатах Суперлиги Дмитрий Ковалёв становился лучшим по результативности среди связующих (в сезоне-2012/13 он набрал 143 очка в 31 матче, а в следующем — 108 в 24 матчах) — имея высокий прыжок, Ковалёв сильно играет на блоке, владеет сложной для приёма планирующей подачей, обладает прекрасным видением площадки, позволяющим создавать удобные условия для своих нападающих, а при необходимости атаковать самому.
В июле 2013 года в составе студенческой сборной России под руководством Сергея Шляпникова Дмитрий Ковалёв стал победителем Универсиады в Казани, в августе был приглашён Андреем Воронковым на сбор национальной команды, готовившейся к чемпионату Европы, затем вернулся к Шляпникову — в старшую молодёжную сборную. В её составе Ковалёв стал серебряным призёром Кубка президента Республики Казахстан Нурсултана Назарбаева в Алма-Ате и бронзовым призёром первого в истории чемпионата мира U23 в бразильской Уберландии, вошёл в символическую сборную мирового первенства.
Весной 2014 года Андрей Воронков снова вызвал Дмитрия Ковалёва в сборную России. 30 мая капитан «Прикамья» дебютировал в её составе в матче Мировой лиги со сборной Сербии в Нише, а в общей сложности принял участие в четырёх играх национальной команды.
Тем временем Ковалёв в одностороннем порядке разорвал действовавший до 2016 года контракт с «Прикамьем». Для продолжения карьеры он выбрал «Губернию», но с начала сезона-2014/15 оставался вне игры из-за сложного судебного разбирательства между клубами. В итоге было достигнуто мировое соглашение, «Прикамье» дало согласие на временный переход и 21 января 2015 года Ковалёв провёл первый матч после длительного перерыва, сыграв за «Губернию» в ответном поединке 1/8 финала Кубка вызова против минского «Строителя».
В июне 2015 года Дмитрий Ковалёв был капитаном второй и студенческой сборных России, с которыми выиграл бронзовую медаль на Европейских играх в Баку и золото на Универсиаде в Кванджу. В августе того же года подписал контракт с уфимским «Уралом» на четыре сезона.
В октябре 2015 года был основным связующим сборной России на чемпионате Европы, в январе 2016-го выступал на европейской олимпийской квалификации в Берлине и во втором матче турнира получил травму голеностопа, которая не позволила ему помочь команде в остальных встречах. Он также принимал участие в Мировой лиге-2016, но в заявку сборной на Олимпийские игры в Рио-де-Жанейро не вошёл.
В мае 2017 года при новом главном тренере сборной России Сергее Шляпникове Дмитрий Ковалёв вернулся в её состав и в розыгрыше Мировой лиги был капитаном национальной команды. В июле 2018 года выиграл золото первого в истории турнира Лиги наций, заработав блоком последнее очко в финальном матче против сборной Франции. В то же время из-за травм Ковалёву не удалось выступить на чемпионате Европы-2017 и чемпионате мира-2018.
В 2019 году перешёл из «Урала» в петербургский «Зенит», а в составе сборной России стал обладателем золота Лиги наций. В сезоне-2021/22 выступал за «Белогорье», затем вернулся в петербургский «Зенит».

## Достижения

### Со сборными
- Победитель Лиги наций (2018, 2019).
- Бронзовый призёр Европейских игр (2015).
- Чемпион Волейбол на Универсиадах (2013, 2015).
- Чемпион мира среди молодёжных команд (2011).
- Чемпион Европы среди молодёжных команд (2010).
- Бронзовый призёр чемпионата мира среди старших молодёжных команд (2013).
- Серебряный призёр всероссийской Спартакиады (2022) в составе сборной Санкт-Петербурга.

### С клубами
- Серебряный призёр чемпионата России (2020/21, 2024/25).
- Серебряный призёр Кубка России (2019, 2020).
- Серебряный призёр Кубка Европейской конфедерации волейбола (2020/21).

### Индивидуальные призы
- Лучший связующий чемпионата Европы среди молодёжных команд (2010).
- Лучший связующий чемпионата мира среди старших молодёжных команд (2013).

## Награды
- Почётная грамота Президента Российской Федерации (19 июля 2013 года) — за высокие спортивные достижения на XXVII Всемирной летней универсиаде 2013 года в городе Казани[11].
- Лауреат конкурса «Спортивная элита Прикамья-2011» в номинации «Лучший спортсмен года по олимпийским видам спорта»[12].

## Семья
Старший брат Дмитрия Ковалёва Александр (родился в 1988 году) также является волейболистом, играет на позиции диагонального нападающего, выступал за «Прикамье», «Искру», «Югру-Самотлор», «Динамо-ЛО», московское «Динамо».
Отец, Михаил Ковалёв — тренер по лёгкой атлетике, работает в Перми.